# Trofeo Andrach-Lloseta 2019
La 28.ª edición de la clásica ciclista Trofeo Andrach-Lloseta fue una carrera en España que se celebró el 1 de febrero de 2019 sobre un recorrido de 172,4 km en la isla baleares de Mallorca. La carrera formó parte del segundo trofeo de la Challenge Ciclista a Mallorca 2019.
La carrera formó parte del UCI Europe Tour 2019, dentro de la categoría UCI 1.1. El vencedor fue el alemán Emanuel Buchmann del Bora-Hansgrohe seguido del belga Tim Wellens del Lotto Soudal y el neerlandés Bauke Mollema del Trek-Segafredo.

## Equipos participantes
Tomaron parte en la carrera 24 equipos: 6 de categoría UCI WorldTeam; 10 de categoría Profesional Continental; 7 de categoría Continental y la selección nacional de España. Formando así un pelotón de 168 ciclistas de los que acabaron 90. Los equipos participantes fueron:
| WorldTeams (6)- Movistar Team - Lotto Soudal - Bora-hansgrohe - Trek-Segafredo - Katusha-Alpecin - UAE Team Emirates Equipos continentales profesionales (10)- Caja Rural-Seguros RGA - Cofidis, Solutions Crédits - Euskadi Basque Country-Murias - Sport Vlaanderen-Baloise - Direct Énergie - Arkéa-Samsic - Israel Cycling Academy - Wanty-Groupe Gobert - Roompot-Charles - Rally UHC Cycling |
| |

## Clasificación final
- Las clasificaciones finalizaron de la siguiente forma:[3]

| \| Clasificación general \| Clasificación general \| Clasificación general \| Clasificación general \| Clasificación general \| \| Ciclista \| Ciclista \| Equipo \| Tiempo \| \| \| --------------------- \| --------------------- \| -------------------------- \| --------------------- \| --------------------- \| \| 1.º \| Emanuel Buchmann \| Bora-Hansgrohe \| 4 h 39 min 03 s \| \| \| 2.º \| Tim Wellens \| Lotto-Soudal \| + 16 s \| \| \| 3.º \| Bauke Mollema \| Trek-Segafredo \| + 19 s \| \| \| 4.º \| Pieter Weening \| Roompot-Charles \| + 21 s \| \| \| 5.º \| Jesús Herrada \| Cofidis, Solutions Crédits \| + 35 s \| \| \| 6.º \| Gianluca Brambilla \| Trek-Segafredo \| + 35 s \| \| \| 7.º \| Guillaume Martin \| Wanty-Gobert \| + 37 s \| \| \| 8.º \| Jürgen Roelandts \| Movistar Team \| + 41 s \| \| \| 9.º \| Warren Barguil \| Arkéa-Samsic \| + 45 s \| \| \| 10.º \| Alejandro Valverde \| Movistar Team \| + 51 s \| \| |                    |                            |                 |
| |                    |                            |                 |
| Fuente: ProCyclingStats |                    |                            |                 |
| Clasificación general |                    |                            |                 |
| Ciclista | Ciclista           | Equipo                     | Tiempo          |
| 1.º | Emanuel Buchmann   | Bora-Hansgrohe             | 4 h 39 min 03 s |
| 2.º | Tim Wellens        | Lotto-Soudal               | + 16 s          |
| 3.º | Bauke Mollema      | Trek-Segafredo             | + 19 s          |
| 4.º | Pieter Weening     | Roompot-Charles            | + 21 s          |
| 5.º | Jesús Herrada      | Cofidis, Solutions Crédits | + 35 s          |
| 6.º | Gianluca Brambilla | Trek-Segafredo             | + 35 s          |
| 7.º | Guillaume Martin   | Wanty-Gobert               | + 37 s          |
| 8.º | Jürgen Roelandts   | Movistar Team              | + 41 s          |
| 9.º | Warren Barguil     | Arkéa-Samsic               | + 45 s          |
| 10.º | Alejandro Valverde | Movistar Team              | + 51 s          |

## UCI World Ranking
El Trofeo Lloseta-Andrach otorgó puntos para el UCI World Ranking para corredores de los equipos en las categorías UCI WorldTeam, Profesional Continental y Equipos Continentales. Las siguientes tablas son el baremo de puntuación y los corredores que obtuvieron puntos:
| Posición   | 1.º | 2.º | 3.º | 4.º | 5.º | 6.º | 7.º | 8.º | 9.º | 10.º | 11.º | 12.º | 13.º-15.º | 16.º-25.º |
| Puntuación | 125 | 85  | 70  | 60  | 50  | 40  | 35  | 30  | 25  | 20   | 15   | 10   | 5         | 3         |

| Clasificación |                    |                            |        |
| Posición      | Ciclista           | Equipo                     | Puntos |
| ------------- | ------------------ | -------------------------- | ------ |
| 1.º           | Emanuel Buchmann   | Bora-Hansgrohe             | 125    |
| 2.º           | Tim Wellens        | Lotto Soudal               | 85     |
| 3.º           | Bauke Mollema      | Trek-Segafredo             | 70     |
| 4.º           | Pieter Weening     | Roompot-Charles            | 60     |
| 5.º           | Jesús Herrada      | Cofidis, Solutions Crédits | 50     |
| 6.º           | Gianluca Brambilla | Trek-Segafredo             | 40     |
| 7.º           | Guillaume Martin   | Wanty-Gobert               | 35     |
| 8.º           | Jürgen Roelandts   | Movistar                   | 30     |
| 9.º           | Warren Barguil     | Arkéa Samsic               | 25     |
| 10.º          | Alejandro Valverde | Movistar                   | 20     |